# 阿爾巴特區
阿爾巴特區（羅馬化：Rayon Arbat）是莫斯科中央行政區的一个区，面积2.76平方公里，2002年人口25,700。阿爾巴特街是该区著名景点。